# Broken Sword: The Angel of Death
Broken Sword: The Angel of Death (na sjevernoameričkom tržištu Secrets of the Ark: A Broken Sword Game) trodimenzijska je point-and-click-avanturistička igra koju su izradili Revolution Software i Sumo Digital. Objavljena je 2006. u Europi i Australiji te 2007. u Sjevernoj Americi. Budući da je objavljena samo za Windows, jedina je igra u serijalu Broken Sword koja nije dostupna ni na jednoj igraćoj konzoli. Igrač je u ulozi Georgea Stobbarta, američkog odvjetnika za patente; Stobbart i Anna Maria, djevojka s rukopisom, tragaju za velikim blagom do kojeg ih taj rukopis vodi. Igra sadrži sučelje za miš premda se George može pokretati i tipkovnicom.
Revolution Software i THQ najavili su The Angel of Death u kolovozu 2005. Charles Cecil, redatelj igre, izjavio je da je nakon objave igre Broken Sword: The Sleeping Dragon potražnja za nastavkom bila golema. Iako je The Sleeping Dragon bio objavljen za Windows i igraće konzole te iako je zaradio na obama tržištima, inačice te igre za igraće konzole bile su podložne ograničenim mogućnostima tih platformi. Zato je The Angel of Death programiran samo za Windows. To je prva igra u serijalu koju su zajedno izradili Revolution i Sumo Digital (dotad je u toj ulozi bio samo Revolution). Igra se služi Sumovim pogonom Emmersion i prva je igra koja se služi rasvjetnom tehnikom amBX.
Igra je uglavnom dobila pozitivne kritike; recenzenti su je pohvalili kao dobar primjer avanturističke igre. Premda je većina recenzenata primijetila da je razriješio mnogo problema prisutnih u Sleeping Dragonu, Angel of Death također je kritiziran, poglavito jer je njegov završetak bio prenagao i jer sustav za upravljanje nije bio dobro osmišljen.

## Igrivost
Broken Sword: The Angel of Death služi se sučeljima za miš i za izravnu kontrolu. Igrač upravlja pokretima Georgea Stobbarta služeći se mišem ili tipkovnicom, a u određenim dijelovima igre može upravljati i likom Nicole Collard. George mora pokupiti predmete koje može upotrijebiti s drugim predmetima, dijelovima pejzaža ili ljudima u igri kako bi riješio zagonetke i napredovao u igri. George može razgovarati s drugim likovima rabeći tzv. dijaloško stablo i uz pomoć toga može steći uvid u to što mora učiniti kako bi riješio zagonetku ili napredovao u igri. Kao što je bio slučaj u prvim trima igrama u serijalu Broken Sword, glavni lik može umrijeti.

## Scenarij
Nakon događaja opisanih u Sleeping Dragonu George Stobbart osnovao je ured za jamčevine u New Yorku u kojem radi s ortakom Virgilom. U međuvremenu upoznaje Annu Mariju, djevojku koja čuva stari rukopis i kojoj je potrebna njegova pomoć kako bi odgonetnula što na njemu piše. Grupa mafijaša u potrazi za rukopisom pretrese hotelsku sobu Anne Marije i Georgeov ured te ga na kraju uspije ukrasti. George otkrije da te mafijaše predvodi Fingers Martino, vlasnik stare tvrtke za preradu mesa. Odluči se ušuljati u tvrtku i slučajno čuje razgovor između Fingersa i gospodina Spallacija, u čije je ruke dospio rukopis. George se uspije potajno domoći rukopisa i počne ga proučavati s Annom Marijom te otkriju da je utvrđeni grad prikazan na njemu zapravo Istanbul.
U istanbulskom hotelu Pasha Palace konobar Mevlut obavijesti Georgea da se pod palačom Topkapi nalazi citadela. George i Anna Maria uđu u palaču i njezine katakombe te ondje naiđu na zlatna kerubina; odnesu ga sa sobom u hotel. Nakon romantične noći s Annom Marijom George se probudi bez nje, a u njegovu sobu uđe Mevlut s pištoljem u ruci. George je bačen u ćeliju pod sumnjom da je terorist. U zatvoru ga posjete otac Nicolas i časna sestra Immaculata, koja mu kaže da se treba naći s njom na krovu. George pobjegne iz ćelije i sretne se s Immaculatom, za koju se ispostavi da je zapravo prerušena Nicole „Nico” Collard (njegova družica iz prijašnjih igara), nakon čega se zajedno vrate u hotel. George sazna da Anna Maria stanuje u Rimu. Ispred njezine zgrade George upozna fra Marka. Nakon što George otkrije kako ući u zgradu, Mark mu ne želi predati omot koji je stigao za Annu Mariju. U njezinu stanu pronađe njezinu fotografiju na kojoj, odjevena poput časne sestre, stoji pred vatikanskim zidinama. Još ga jedan trag uputi na mjesto u blizini Vatikana i pronađe avionsku kartu za Phoenix u Arizoni.
U vatikanskom samostanu George kriomice uđe u tvornicu hostija i u uredu pronađe dokumentaciju o Anni Mariji. Nakon što ga kardinal Gianelli otkrije i izvede van, otac Gregor obavijesti ga da je Anna Maria nekoć radila na tom mjestu, ali da je poslije ukrala rukopis; Gregor mu preda svoju posjetnicu. Kad George Marku pokaže tu posjetnicu, Mark mu pristane pomoći i da mu omot za Annu Mariju. Od Marka sazna i za klub Black Cat. U omotu se nalazi DVD koji sadrži intervju s čovjekom po imenu Maynard; Maynard je otkrio kako proizvesti „jednoatomsko zlato”. Nico odleti u Phoenix kako bi saznala o čemu je riječ. George uspije ući u klub Black Cat i u njemu sretne Duanea (kojeg je upoznao još u Siriji u igri Broken Sword: The Shadow of the Templars). Duane mu otkrije da je Spallaci vlasnik tog kluba. Georgea potom uhvate jer je ukrao ručnik i zavežu ga za stolac. Spallaci ga ispituje o Anni Mariji i pritom čuje Nicin snimljen glas nakon kojeg uslijede zvukovi pucnjave, zbog čega George pomisli da je Nico mrtva. Kad uspije pobjeći iz kluba, pođe se napiti kako bi zaboravio da ju je izgubio. Idućeg dana, još uvijek pijan, stigne u stan Anne Marije; kad u nj uđe Nico, George padne u nesvijest.
U sceni koja prikazuje prošle događaje Nico istražuje stari objekt u Phoenixu; ondje se suoči sa Spallacijevim ljudima, no spasi je Maynard. Međutim, Maynard umre kad ostane zaključan u centrifugi. Nico uspije namamiti Spallacijeve ljude u zamku i pobjegne. U Rimu obavijesti Georgea da se jednoatomsko zlato upotrebljava za izgradnju oružja poznatog kao Ark (Kovčeg saveza). Vrate se u samostan i vide da otac Gregor puca u Gianellija; Nico postaje žrtva otmice, a Georgea onesvijeste. Kad se probudi, umirući Gianelli preda mu rukopis na latinskome i kaže mu da je svrha Kovčega saveza poslužiti se jednoatomskim zlatom kako bi satrao nevjernike. George odluči spasiti Nico i u katakombama naiđe na Annu Mariju, koja mu ispriča svoju stranu priče i kaže mu da je Kovčegu potreban čovjek kako bi mogao funkcionirati. George dođe u prostoriju u kojoj se izvodi obred te vidi da je Nico lancima privezana za Kovčeg i da će uskoro postati novi Anđeo smrti. Mevlut, koji je ustvari bivši pripadnik turske sigurnosne službe i koji se samo pretvarao da je konobar i svećenik, pojavi se u prostoriji naoružan pištoljem, ali Anna Maria uperi svoj pištolj u njega. George uspješno prekine obred i oslobodi Nico, ali Anna Maria i Mevlut međusobno se upucaju i umru.

## Rad na igri
Revolution Software i THQ najavili su Broken Sword: The Angel of Death 17. kolovoza 2005. Charles Cecil izjavio je da su serijal Broken Sword isprva trebale činiti tri igre, ali da je nakon objave Broken Sword: The Sleeping Dragona potražnja za nastavkom bila golema. Premda je Sleeping Dragon zaradio i na tržištu za konzole i za Windows, tijekom prilagodbe igre za različite platforme proizvođači su morali sklapati kompromise; računalna inačica ima bolju grafiku i oblikovana je za jače procesore, a te su osobine na konzolama bile ponešto ograničene. Zbog toga se Revolution nagodio s THQ-om da će Angel of Death programirati samo za Windows kako bi „ispitali granice tehnologije i grafike.”
Angel of Death nastao je u suradnji Revolutiona i Sumo Digitala; to se razlikuje od ostalih igara u serijalu jer je na njima radio samo Revolution. Cecil je izjavio da im je trebala još veća ekipa za izradu igre i da zato više nije bilo moguće očekivati da će velik tim moći samostalno oblikovati igre. Zato se Revolution usredotočio na dizajn, a Sumo na produkciju. Igra se služi Sumovim pogonom Emmersion. Prva je igra koja se služi rasvjetnom tehnikom amBX.
Broken Sword: The Sleeping Dragon bio je kritiziran zbog velikog broja akcijskih elemenata, koji su igrača držali pod pritiskom. Premda je Cecil i dalje podržavao taj princip, zaključio je da akcijski elementi nisu bili primjereni. Sleeping Dragonu također je zamjereno to što je sadržavao previše zagonetki povezanih sa sanducima, pa je Cecil smanjio njihov broj u Angel of Deathu U igri se nalaze glazba koju je skladao Ben McCullough i pjesme projekta Übernoise. Iako Rolf Saxon ponovno posuđuje glas Georgeu Stobbartu, glas Nicole „Nico” Collard ovaj put posuđuje Katherine Pageon; to je prvi put da je glas tom liku posudila osoba kojoj je francuski materinski jezik. Među ostalim glumcima koji su posudili glas likovima u igri nalaze se Regina Regan, Toby Longsworth, Bob Golding, Wayne Forester, Andrew Secombe, Tasmin Heatley i Alison Pettitt.
Angel of Death objavljen je 15. rujna 2006. u Europi. U Sjevernoj Americi objavljen je 13. veljače 2007. pod imenom Secrets of the Ark: A Broken Sword Game. Igra se može kupiti na sajtu GOG.com i dio je Mastertronicova kompleta Broken Sword Complete. Dana 12. rujna 2006. na iTunesu je objavljen Broken Sword: The Angel of Death: Soundtrack to the Video Game, album glazbe iz igre i prvi takav album za igru iz serijala Broken Sword.

## Recenzije
Angel of Death dobio je uglavnom pozitivne kritike. Na sajtu Metacritic, koji uradcima daje ocjenu od 0 do 100 na temelju prosječne ocjene recenzija, igra je dobila 73 boda od njih 100 na temelju 31 recenzije, što znači „podijeljene kritike ili prosječna igra”.
PC Zone izjavio je: „Igra je teška, njezin početak nije kvalitetan kao ono što slijedi i određeni su likovi iritantni, ali kao moderno ostvarenje tradicionalne formule Angel of Death mudro je oblikovan. Tom je igrom izvučen još jedan čavao iz lijesa avanturističkih igara, no ipak ih ima još podosta.” Adventure Classic Gaming napisao je: „Ne samo da ovaj nastavak uspješno ispravlja mnoge propuste koji su snašli Broken Sword: The Sleeping Dragon nego i nadmašuje visoka očekivanja koja su postavile prijašnje igre u serijalu te je tako oblikovao još jedno poglavlje o legendi o templarima.” U svojoj recenziji Eurogamer komentira: „Kad navodimo primjer klasične, staromodne point-and-click-avanturističke igre, nema boljeg nedavnog primjera od Angel of Deatha. Ako obožavate avanture i igrate svaku igru toga žanra, ovo je izvrsno oblikovana igra koju morate kupiti.”